# Carrier Ethernet
Carrier Ethernet to wykorzystanie znormalizowanego standardu Ethernet, wykorzystywanego szczególnie w sieciach lokalnych LAN, do budowy rozległych sieci WAN, służących do realizowania usług dla klientów lub do agregacji dotychczas stosowanych technologii dostępowych.

## Usługi Carrier Ethernet
Usługi udostępniane przez Carrier Ethernet: 
- E-Line: połączenia punkt-punkt; Pomiędzy dwoma interfejsami User Network Interfaces (UNI) zestawiane jest połączenie Ethernet Virtual Connection (EVC). E-Line może posłużyć np. do połączenia dwóch lokalizacji klienta.
- E-LAN: połączenia wielopunkt-wielopunkt; Pomiędzy wieloma interfejsami UNI realizowane są połączenia EVC. E-LAN może posłużyć np. do objęcia zasięgiem firmowej sieci LAN wielu lokalizacji fizycznie od siebie oddalonych.
- E-Tree: połączenia punkt-wielopunkt z punktem centralnym; Pomiędzy głównym interfejsem UNI a podrzędnymi interfejsami UNI zestawiane są połączenia, w których podrzędne UNI nie mogą komunikować się między sobą. E-Tree może zostać użyta do transmisji telewizji IP.

Dla każdego z tych typów można przypisać usługi, opierając się poziomie portu pomiędzy lokalizacją klienta a interfejsem UNI operatora lub na poziomie sieci VLAN przypisanej do portu.

## Transport usług Ethernet
Usługi Ethernet mogą być dostarczane przez różne technologie transportowe, takie jak SDH/PDH, MPLS itp. Technologie używane do transportu usług Ethernet przez operatorów telekomunikacyjnych muszą cechować się skalowalnością i niezawodnością. Ważne jest również wspieranie klas usług (QoS).

### Ethernet over SDH
Ramki Ethernet by mogły zostać przetransportowane przez sieć SDH muszą zostać przesłane przez blok enkapsulacji. Obecnie używa się dwóch głównych technik enkapsulacji, Generic Framing Procedure (GFP) oraz High-Level Data Link Control (HDLC). GFP korzysta ze wskaźnika wielkości obszaru danych, natomiast protokół HDLC korzysta z flagi określającej początek i koniec ramki. Ramki Ethernet mogą być enkapsulowane bezpośrednio w jednostkę STM lub też w strumienie E1/E3, mapowane następnie w odpowiednie kontenery.
W celu przystosowania sieci SDH do transportu danych Ethernet wprowadzone zostały mechanizmy Virtual Concatenation (VCAT) oraz Link Capacity Scheme (LCAS). VCAT pozwala tworzyć logiczne łącza o dowolnej, odpowiedniej dla przenoszonego ruchu przepływności, poprzez grupowanie dowolonych kontenerów wirtualnych (VC) w grupy Virtual Concatenation Group (VCG). W ich ramach poszczególne kontenery wirtualne mogą być rutowane oddzielnie, różnymi trasami SDH. Dodatkowo mechanizm LCAS w przypadku awarii tymczasowo usuwa odpowiedni kontener VC z grupy VCG, jednocześnie zmniejszając jej pojemność i zapewniając bezstratną transmisję między końcowymi terminalami.

### Ethernet over MPLS
Technika MPLS umożliwia transport pakietów IP poprzez nadawanie im odpowiednich etykiet i późniejsze przesyłanie ich poprzez ścieżki Label Switching Path (LSP), tworzone na ich podstawie. Ścieżki LSP mogą zostać zestawione za pomocą protokołów routingu (OSPF, BGP, EIRGP itd.) lub zadane wprost przez użytkownika, natomiast za wymianę etykiet odpowiadają protokoły takie jak Tag Distribution Protocol (TDP), Label Distribution Protocol (LDP), BGP oraz RSVP.
MPLS oferuje mechanizmy protekcji, zarządzania ruchem oraz zarządzania jakością (QoS) dla przenoszonej transmisji Ethernet. Możliwe jest rozłożenie przenoszonej transmisji pomiędzy ścieżkami LSP o różnej przepustowości. Protekcja ścieżek LSP może być realizowana lokalnie (dla pojedynczego łącza lub węzła) lub globalnie (dla całej ścieżki). Przełączanie etykiet pozwala na szybszy transport danych niż trasowania pakietów, co umożliwia zastosowanie MPLS oprócz typowej transmisji Ethernet, również w aplikacjach typu rzeczywistego (np. TDMoverIP).

### Ethernet over Carrier-Ethernet Transport (CET)
Usługi Ethernet mogą być transportowane poprzez sieć operatorską również bazującą na standardach Ethernet. Wykorzystywane są do tego technologie Provider Backbone Bridges (PBB) oraz Provider Bridging (PB).
Technika PB rozszerza możliwości związane z użyciem sieci wirtualnych VLAN. Technologia umożliwia tagowanie ramek VLAN dodatkowym tagiem providera. W ten sposób możliwe jest przesłanie przez sieć operatorską transmisji Ethernet z sieci VLAN poszczególnych klientów, przydzielając każdemu z nich dodatkowy znacznik, zgodnie z którym przełączana jest ramka. Pozwala klientom zachować dotychczasowe konfiguracje sieci VLAN.
Technika PBB umożliwia enkapsulację ramek Ethernet klientów w operatorskie ramki Ethernet wraz z dodaniem dodatkowego adresu MAC, zgodnie z którym ramka jest przełączana w sieci operatora. Rozwiązanie to zapewnia całkowitą izolację sieci Ethernet klientów i eliminuje konieczność nauki adresów MAC klienta przez przełączniki tworzące sieć operatora. Standard PBB definiuje ponadto pole I-Tag służące do identyfikacji klienta i umożliwiające przypisanie mu odpowiednich parametrów QoS. Rozszerzenie standardu PBB, Provider Backbone Bridges with Traffic Engineering (PBB-TE) wprowadza dodatkowe mechanizmy protekcji, przy jednoczesnym usunięciu obsługi protokołów STP i RSTP uznanych za zbyt wolne. PBB-TE pozwala zdefiniować administratorowi podstawową i zapasową ścieżkę transmisyjną, zapewniając monitorowanie uszkodzeń za pomocą komunikatów CFM. Metoda ta pozwala na przekierowanie ruchu na zapasowe połączenie w czasie 50ms.